# Le Flic de Hong Kong
Série
Le Gagnant
(1983) Le Flic de Hong Kong 2
(1985)
Pour plus de détails, voir Fiche technique et Distribution.
Le Flic de Hong Kong (福星高照, Fuk sing go jiu) est un film hongkongais réalisé par Sammo Hung en 1985. C'est le deuxième volet de la série des Lucky Stars.

## Synopsis
Deux policiers, Muscle et Ricky, enquêtent sur une affaire de bijoux volés. Leur enquête les mène au Japon où Ricky se fait capturer par le gang des Ninjas. Muscle doit alors demander de l'aide auprès de ses anciens camarades de l'orphelinat...

## Fiche technique
- Titre : Le Flic de Hong Kong
- Titre original : 福星高照 (Fuk sing go jiu)
- Réalisation : Sammo Hung
- Scénario : Barry Wong, Szeto Cheuk Hon
- Production : Leonard Ho
- Musique : Michael Lai
- Photographie : Arthur Wong
- Montage : Chang Yao Chung, Joseph Chiang
- Pays de production : Hong Kong
- Genre : Action, Comédie
- Durée : 92 min
- Studio : Golden Harvest
Golden Way Films Ltd.
- Date de sortie :
  - Hong Kong : 10 février 1985
  - France : 1987 en VHS

## Distribution
- Jackie Chan (VF : Jacques Bernard) : Muscle
- Sibelle Hu : Barbara
- Yuen Biao : Ricky
- Sammo Hung : Fastbuck
- Charlie Shin : Herbert « bourreau des cœurs »
- Stanley Fung : Rowhide
- Eric Tsang : Blockhead
- Richard Ng : Sandy
- Dick Wei
- Michiko Nishiwaki

## Autour du film
Ce film est précédé par Le Gagnant (1983), puis il est suivi par Le Flic de Hong Kong 2 (1985).
Dans ce deuxième volet, le personnage de John Shum, Curly, disparaît. Un autre personnage incarné par Eric Tsang complète le vide. 
John Shum reprend néanmoins son rôle dans Le Flic de Hong Kong 2.